# Вильхьяульмюр Эйнарссон
Вильхьяульмюр Эйнарссон (исл. Vilhjálmur Einarsson, 5 июня 1934, Рейдарфьордюр, Исландия — 28 декабря 2019) — исландский легкоатлет. Первый и пока единственный мужчина, выигравший олимпийскую медаль в лёгкой атлетике в истории Исландии (среди женщин единственная медаль на счету прыгуньи с шестом Валы Флосадоуттир в 2000 году).
В 1956 году на Олимпийских играх в Мельбурне он в тройном прыжке смог завоевать серебряную медаль, ставшую первой в истории страны. В борьбе за золото исландец всего 9 см уступил олимпийскому чемпиону 1952 года Адемару да Силве.
В 1958 году спортсмен стал бронзовым призёром чемпионата Европы. В 1960 году на Олимпийских играх он занял лишь 5-е место.
По сей день результат Вильхьяульмюра (16,70 м), установленный 7 августа 1960 года на «Лёйгардальсвётлюре», остаётся рекордом Исландии в тройном прыжке.
В 1956, 1957, 1958, 1960, 1961 годах Вильхьяульмюр Эйнарссон признавался лучшим спортсменом Исландии.
Вильхьяульмюр Эйнарссон — отец метателя копья Эйнара Вильхьяульмссона, участника Олимпийских игр 1984, 1988 и 1992 годов.